# Viện Công nghệ Sinh học (Việt Nam)

Logo của Viện

Viện Công nghệ Sinh học (tên tiếng Anh là Institute of Biotechnology (IBT)) là một viện nghiên cứu chủ đạo về các lĩnh vực Công nghệ Sinh học ở Việt Nam. Viện Công nghệ Sinh học trực thuộc Viện Khoa học Việt Nam (Vietnamese Academy of Science & Technology (VAST), tên trước kia là Trung tâm Khoa học Tự nhiên và Công nghệ Quốc gia). Viện nổi tiếng với đội ngũ giáo sư, phó giáo sư, tiến sĩ được đào tạo chuyên sâu ở trong và ngoài nước với các lĩnh vực khác nhau của Công nghệ Sinh học như công nghệ vi sinh, sinh học phân tử, công nghệ tế bào động, thực vật, công nghệ xử lý môi trường, sinh vật chuyển gene, giám định hài cốt liệt sĩ, đa dạng kiểu gene của các loài động thực vật quý hiếm, bệnh học phân tử của người, động vật và thực vật..v.v.
Viện Công nghệ Sinh học cũng là đơn vị quản lý hệ thống Phòng Thí nghiệm Trọng điểm Quốc gia về Công nghệ Gene (National Key Laboratory of Genomics) với các trang thiết bị hiện đại của thế giới như hệ thống máy khối phổ Qstar, hệ thống máy xác định trình tự gene ABI PRISM 3100, hệ thống microarray, máy real-time PCR,.v.v cũng như cụm tin sinh học hiện đại.